# Alan Noble
Alan Henry Noble (Loughborough, 9 februari 1885 - Chatswood, 12 mei 1956) was een Brits hockeyer. 
Met de Britse ploeg won Noble de olympische gouden medaille in 1908 in eigen land.

## Resultaten
- 1908  Olympische Zomerspelen in Londen